# 劇場版おっさんずラブ 〜LOVE or DEAD〜 オリジナル・サウンドトラック
『劇場版おっさんずラブ 〜LOVE or DEAD〜 オリジナル・サウンドトラック』（げきじょうばんおっさんずラブ ラブ オア デッド オリジナルサウンドトラック）は、2019年9月25日に発売された同名映画のサウンドトラックCD（劇伴）。音楽担当は河野伸。発売元はバップ。規格品番はVPCD-86290。

## 解説
2016年暮れに特別テレビドラマとして一話完結で放送、のちの2018年4月から6月にかけて連続テレビドラマとして土曜ナイトドラマ枠で初放送されたテレビ朝日系深夜ドラマ『おっさんずラブ』を経て2019年8月から日本で劇場公開された日本映画『劇場版 おっさんずラブ 〜LOVE or DEAD〜』の劇伴を収めたサウンドトラックCDである。CDパッケージは田中圭・林遣都・吉田鋼太郎（50音順）が内側で被写体となった三面紙ジャケット仕様。別に沢村一樹・志尊淳が被写体となった二つ折りのスタッフクレジットシートと、番組プロデューサー・貴島彩理、音楽家・河野伸の対談を文字に起こしたライナーノーツが付属している。
2018年版テレビドラマで使用された既存曲はすべて録り直しであり、収録曲順は映画で使用されたものと同じ曲順である旨が明かされている。
発売当初は外付け特典として、一部の店頭やインターネット・ショップで2018年版テレビドラマの紙ジャケットサウンドトラックCD『土曜ナイトドラマ おっさんずラブ オリジナル・サウンドトラック』が一緒に納められる収納用特製ボックスが付属した。

## 収録曲
1. HARUTAN in HONG KONG（48秒）[3]
2. Chase（1分45秒）
3. おさななじみ（movie ver.）（1分11秒）
4. なになに、どゆこと?（movie ver.）（38秒）
5. オープニングタイトル〜君を好きになってよかった〜（1分21秒）
6. 天空不動産 東京第二営業所（movie ver.）（56秒）
7. Groovy MARO（movie ver.）（1分8秒）
8. 居酒屋わんだほう（movie ver.）（1分22秒）
9. Genius 7（1分58秒）
10. おお、神様!（movie ver.）（1分4秒）
11. STORMY SATURDAY（movie ver.）（1分3秒）
12. WE ARE THE CHAMPIONS!（movie ver.）（1分13秒）
13. おっさんずタンゴ（movie ver.）（1分30秒）
14. 君に打ちあけよう（movie ver.）（1分2秒）
15. HARU TAN TAN（movie ver.）（50秒）
16. 俺のためにケンカするのやめてくださぁぁぁい!（movie ver.）（19秒）
17. サウナ・メドレー（3分24秒）
  - トルコ行進曲、蛍の光など
18. 30年の夫婦愛（movie ver.）（30秒）
19. 合言葉はジャスティス!（2分3秒）
20. 乙女、武藏だお♥（movie ver.）（51秒）
21. なんてこった!（movie ver.）（1分17秒）
22. 好きになっちゃいけない人なんていないんじゃないかしら（movie ver.）（3分43秒）
23. Revival 〜ピアノ〜（movie ver.）（3分1秒）
  - 作曲: 大橋卓弥、常田真太郎
24. おっさんずラブ メインテーマ 〜ピアノ〜（movie ver.）（1分47秒）
25. 疑惑のゆくえ（movie ver.）（1分58秒）
26. MAMIANA OLE!（1分18秒）
27. 第三の男、登場。（movie ver.）（1分56秒）
28. 薫子、君臨!（3分39秒）
29. LOVE or DEAD（5分3秒）
30. おっさんずラブ メインテーマ 〜約束〜（4分25秒）
31. おっさんずラブ メインテーマ 〜門出〜（2分0秒）
32. STORMY SATURDAY 〜マーチ〜（movie ver.）（1分12秒）
33. 君に会えてよかった。（movie ver.）（2分3秒）
34. 春（movie ver.）（1分34秒）